# Die wunderbare Sau von Landser
Die wunderbare Sau von Landser, auch bekannt als Die missgebildete Sau von Landser, ist ein Kupferstich von Albrecht Dürer, der ein im Jahr 1496 im elsässischen Landser geborenes missgebildetes Schwein zeigt.
Dieses Tier besaß einen Kopf mit zwei Zungen und vier Ohren, zwei Leiber und acht Beine, von denen es nach Dürers Darstellung sechs zum Stehen und Gehen einsetzen konnte, während zwei Vorderbeine in die Luft ragten. Wissenschaftlich bezeichnet handelte es sich um einen Fall von Duplicitas posterior mit Notomelie und Dignathia inferior.

## Beschreibung
Albrecht Dürer stellte die Sau von Landser auf sechs ihrer acht Füße stehend dar, als wäre sie ihm leibhaftig und lebendig begegnet. Das Tier steht, nach rechts gewandt, mit geöffnetem Maul vor den Toren von Landser. Stadt- und Landschaftskulisse bilden den Hintergrund, im Vordergrund ist außer der wunderbaren (im Sinne von wundersam) Sau nur noch etwas Fels- und Grasstaffage sowie, ganz vorn in der Mitte, Dürers Monogramm zu sehen. Dürers detaillierter Stich zeigt die wundersame Sau von Landser als vermutlich ausgewachsenes, stark behaartes Exemplar seiner Art, dem die beiden Zungen aus dem Maul ragen. Das eine Ohrenpaar hängt herab, das andere ist aufgestellt, von den beiden Vorderbeinen, die das Geschöpf zum Stehen benutzt, gehört offenkundig das rechte zum rechten Schweineleib und das linke zum linken. Eine Art Aalstrich an der dem Betrachter zugewandten Seite des rechten Schweinekörpers sowie die Andeutung von Rippen und Brustkorb machen deutlich, dass die Körperachse der Tierleiber verdreht ist und besonders im vorderen Bereich der eigentliche Rücken zur Seite gewandt ist, weshalb auch die inneren Vorderbeine in die Luft ragen, während die Stellung der Hinterleiber weniger von der Norm abweichend wirkt und offenbar auch gestattet, dass jeweils beide Hinterfüße auf den Boden gesetzt werden. Ob eine Beinverkürzung durch den Schrägstand der Hüften bewirkt wird, ist auf dem Bild nicht eindeutig zu erkennen.
Der Stich misst 12,1 cm mal 12,7 cm.  Abzüge befinden sich unter anderem im Portland Art Museum und im Metropolitan Museum.

## Geschichte
Dürer bekam das Tier vermutlich nicht lebend zu Gesicht, sondern orientierte sich wohl einerseits an Sebastian Brants Darstellung der Sau von Landser, andererseits an einem ausgestopften Exemplar, das schon um Ostern 1496 in Nürnberg gezeigt wurde, wobei nicht ganz klar ist, ob es sich dabei um die originale Sau von Landser handelte. Brant jedenfalls, der zahlreiche Flugblätter zu diversen „Naturwundern“ publizierte, erhielt laut Marco Heiles am 1. März 1496 die leibhaftige Sau von Landser vom Amtmann des Dorfes, verbreitete jedoch offenbar ein weit weniger naturgetreues Abbild des Tieres als Dürer.

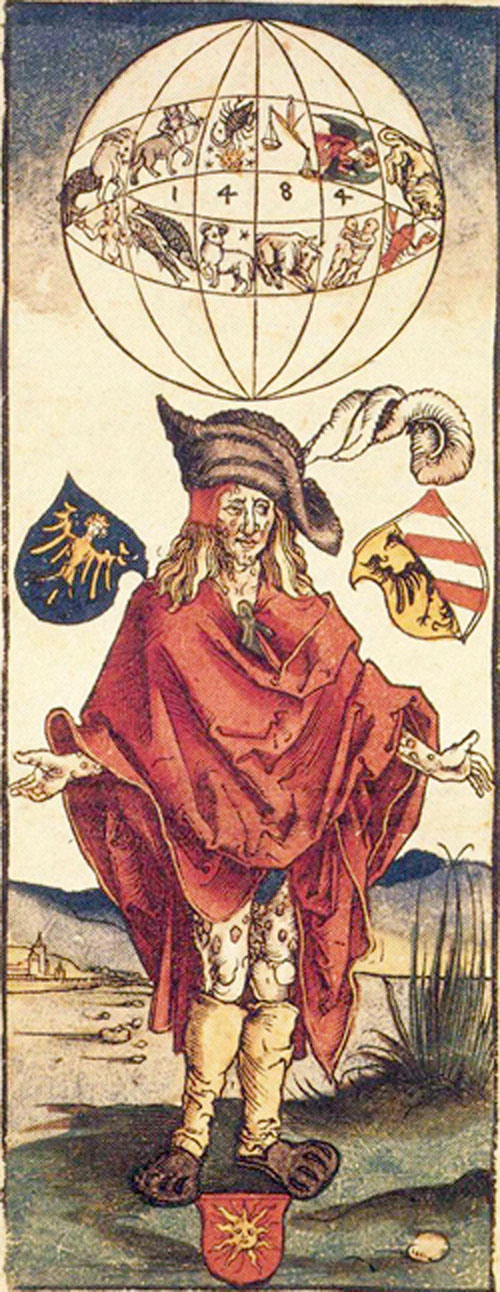
Dürer, Darstellung der Syphilis für ein Flugblatt von 1496

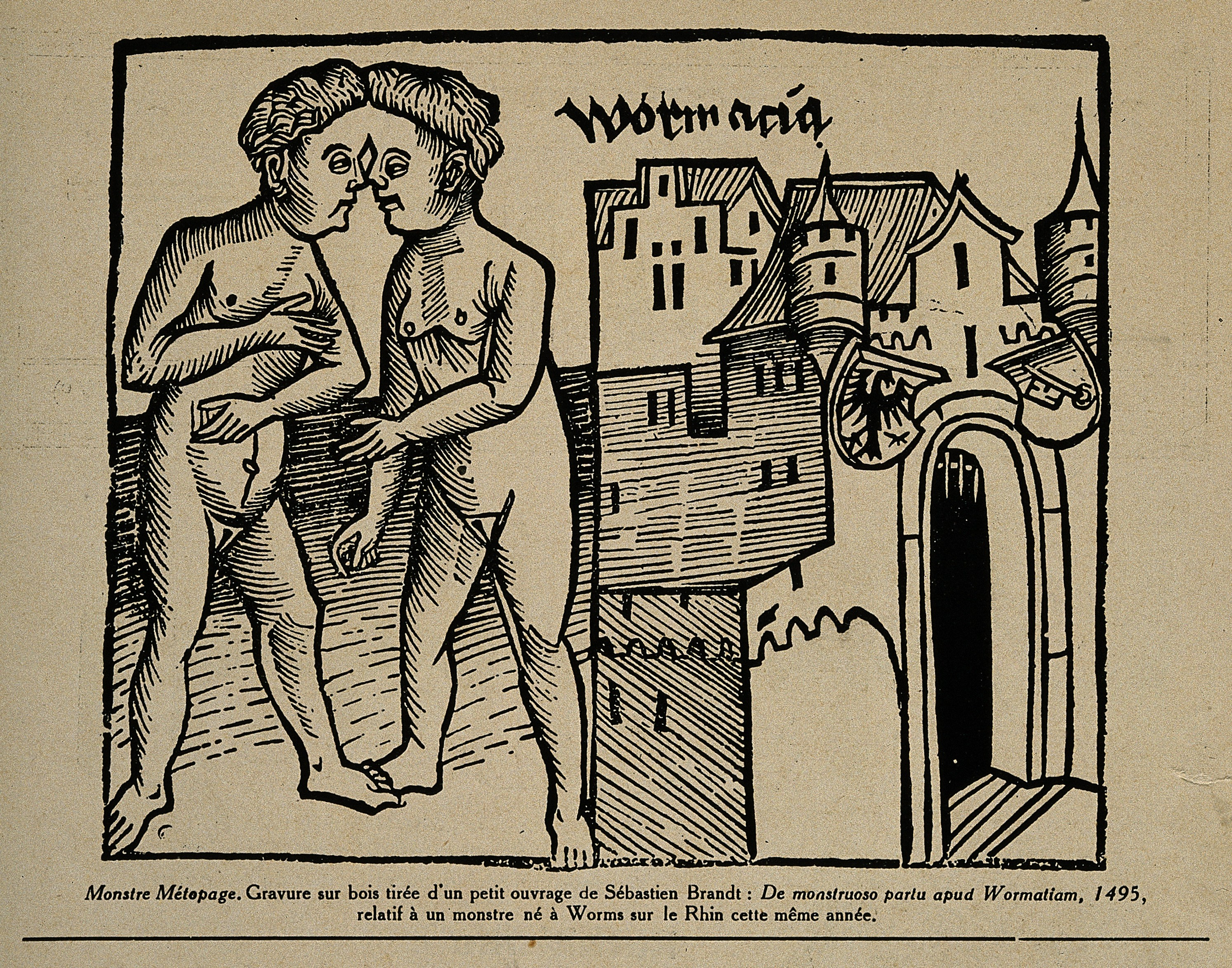
Die Siamesischen Zwillinge Margarethe und Elisabeth. Illustration des Flugbatts Von der wunderbaren Geburt des Kindes bei Worms von Sebastian Brant, 1495, das er nach dem Reichstag in Worms als „eine glückliche Vordeutung auf die Erfüllung unionistischer Wünsche des Kaisers“ deutet.

Missbildungen wie die Sau von Landser beschäftigten die Menschen auch schon Jahrhunderte vor Dürers Darstellung. Abgesehen vom Prodigienglauben, der sich in Teilen der Bibel und der exegetischen Literatur widerspiegelt, sind hier etwa die Schriften des Aristoteles zu nennen, in denen das Monströse als Irrtum der Natur interpretiert wird, ferner die Naturalis historia des älteren Plinius und der nur fragmentarisch erhaltene Prodigium liber von Julius Obsequens aus dem 4. Jahrhundert n. Chr.
Nachdem mit Augustinus ein Umdenken eingesetzt hatte und auch Ungewöhnliches als zum Heilsplan Gottes gehörig angesehen worden war, fand um 1500 erneut ein Wechsel der Sichtweise statt. Zu Dürers Zeit trieb der Prodigienglaube wieder zahlreiche Blüten: Johannes Lichtenberger etwa hatte vor der Konjunktion von Jupiter, Mars und Saturn gewarnt, die 1484 im Zeichen des Skorpions eintrat, woraufhin prompt eine damals ausbrechende Syphilisepidemie mit diesem „warnenden Vorzeichen“ in Verbindung gebracht wurde. Dürer selbst schuf wahrscheinlich 1496, im selben Jahr also, in dem die Sau von Landser bekannt wurde, einen Holzschnitt zu der sogenannten Lustseuche, der zusammen mit einem Gedicht des Arztes Dietrich Ulsenius veröffentlicht wurde. Auch Ulsenius hielt die Konstellation für unheilvoll. In die Reihe der apokalyptischen, auf kommendes Unheil verweisenden Darstellungen Dürers gehört neben diesen Blättern auch die Darstellung der siamesischen Zwillinge von Ertingen, die wahrscheinlich von 1512 bis 1520 lebten. 1499 kündigte Johannes Stöffler weiteres Unheil an, Johann Carion sagte 1521 eine allgemeine Sintflut voraus. In den Jahrzehnten um das Erscheinen der Sau von Landser wurden zahlreiche Flugblätter verbreitet, die sich mit drohenden Katastrophen auseinandersetzten, auf deren Nahen man aus Vorzeichen wie der Geburt des missgestalteten Schweines schloss. Selbst Kaiser Karl V. war geängstigt und ließ Forschungen zu dem drohenden Unheil anstellen.
Über das Schicksal der historischen Sau von Landser und des Präparats, das in Nürnberg gezeigt wurde, ist bisher nichts bekannt.